# 2124 pr. n. št.

## Rojstva
- Šulgi, kralj Ura, Sumera in Akada (približen datum) († okoli 2046 pr. n. št.)